# Lagfors kyrka
Lagfors kyrka, även Gustafs kyrka, är en kyrkobyggnad i Lagfors. Den är församlingskyrka i Ljustorps församling i Härnösands stift. Kyrkan används idag till gudstjänster sommartid och ligger på en kulle vid Lagforsdammen.

## Kyrkobyggnaden
Kyrkan byggdes år 1772-1773 på brukspatron Mathias Krapp d.y:s initiativ och från 1797 i Lagfors bruksförsamling. Kyrkan är åttkantig och helt byggd i trä. Stora delar av originalinredningen finns kvar. Kyrkan är ett minne från Lagfors bruks storhetstid som på den tiden ingick i Lögdöverken. År 1778 fick Lagfors tillstånd av Konung Gustav III att kalla kyrkan "Gustafs kyrka" och den döptes då om i enlighet med beslutet. Kyrkan restaurerades på 1930-talet eftersom den var fallfärdig. Man gjorde ett nytt yttertak och kyrkan fick också en ny utvändig beklädnad. År 1985 restaurerades kyrkan av Ljustorps församling som då fått den i gåva av SCA.